# Cronologia dell'astronautica
Quella che segue è la cronologia dei principali avvenimenti legati alla storia dell'astronautica:
| Data             | Avvenimento                                         | Descrizione |
| ---------------- | --------------------------------------------------- | --- |
| 27 maggio 1954   | Progetto di un satellite artificiale                | Sergej Pavlovič Korolëv scrive a Dmitry Ustinov della possibilità di progettare un satellite artificiale (il futuro Sputnik I). |
| 4 ottobre 1957   | Lancio dello Sputnik I                              | Lancio del primo satellite artificiale da parte dell'Unione Sovietica. Inizia la corsa allo spazio.                             |
| 3 novembre 1957  | Primo essere vivente nello spazio                   | lancio del primo satellite con a bordo il primo essere vivente, la cagnetta Laika.                                              |
| 29 luglio 1958   | Fondazione della NASA                               | viene fondata la NASA. |
| 12 aprile 1961   | Primo uomo nello spazio                             | Lancio da parte dell'Unione Sovietica della prima navicella con equipaggio umano nello spazio, con a bordo Yuri Gagarin.        |
| 20 luglio 1969   | Primo uomo sulla Luna                               | L'astronauta americano Neil Armstrong è il primo uomo a mettere piede sulla Luna.                                               |
| 23 aprile 1971   | Prima stazione spaziale                             | lancio da parte dell'Unione Sovietica della prima stazione spaziale, la Saljut 1                                                |
| 15 luglio 1975   | Prima missione spaziale congiunta tra due nazioni   | Missione spaziale Apollo-Sojuz                                                                                                  |
| 12 aprile 1981   | Lancio del primo space shuttle                      | lancio del Columbia, il primo space shuttle                                                                                     |
| 20 novembre 1998 | Primo modulo della Stazione spaziale internazionale | lancio di Zarja, il primo modulo della Stazione Spaziale Internazionale.                                                        |